# ヘタフェ空軍基地
ヘタフェ空軍基地（スペイン語：Base Aérea de Getafe）は、スペイン・マドリード州ヘタフェに所在するスペイン空軍の飛行場。

## 概要

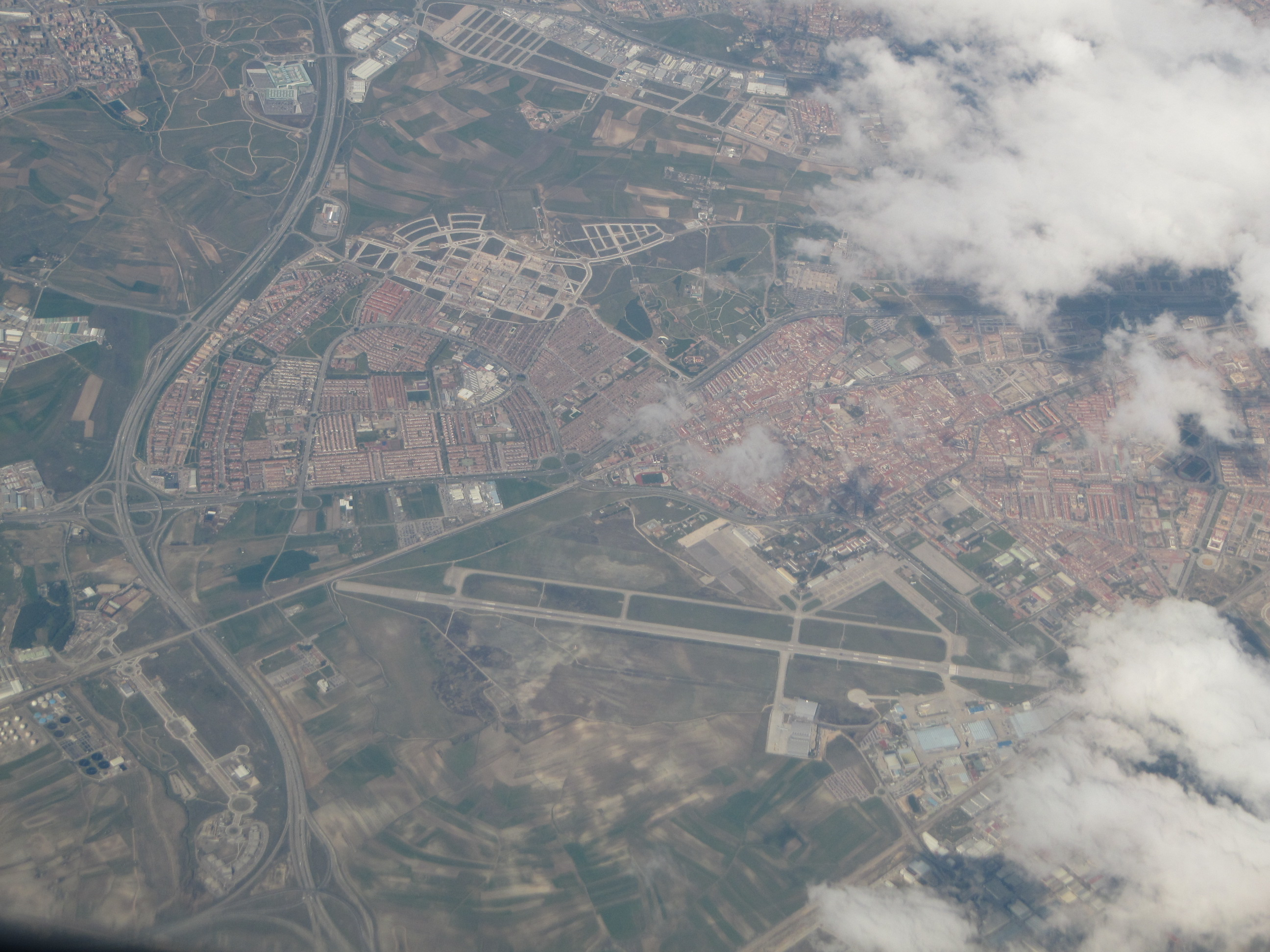
基地全容空撮

スペイン軍最初の航空基地の一つとして建設され、フアン・デ・ラ・シエルバが発明したオートジャイロが初飛行している。このため本基地は「スペイン航空のゆりかご」と呼ばれている。1911年に基地は建設され（マドリード＝バラハス空港より20年早く）、2年後に民間航空学校が開設されている。
基地は軍事利用のみならずEADS＝CASAの工場が隣接し、生産された部品をエアバスのトゥールーズ工場ヘ輸送するため隣接している鉄道施設を使用する。隣接するもう一つの工場ではスペイン軍に納入されるユーロファイター タイフーン多用途戦闘機が集積されてスペイン仕様に整備してから納入されている。航空交通については主に軍用と軽空輸用途に限られている。
また、基地はヘタフェ市議会との合意によりインファンテ・デ・オルレアン財団（es:Fundación Infante de Orleans）所有の旧式機コレクションの維持に貢献することになる。さらに、クアトロ・ビエントス空港の民間部門閉鎖問題に関連して、代替施設である民間航空部門と格安航空会社用ターミナルの整備など複数案が浮上する。これらの提案についてヘタフェ市議会は民間航空需要の増大に比例して増加することが懸念される各種汚染問題のため一貫して反対姿勢を示していた。しかし、ヘタフェ市議会は航空産業とそれに関わる市内の雇用事情もあって、空軍基地とそれに関連するEADS＝CASA社の整備施設の維持には参意を示している。

## 配置部隊
- 第35航空団
- 第48航空団